# Рослэр Европорт

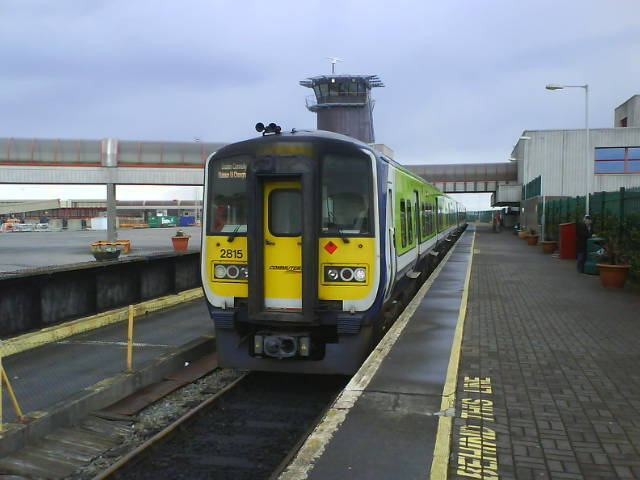
Ж/д станция Рослэр Европорт

Рослэр Европорт (англ. Rosslare Europort, ирл. Calafort Ros Láir) — современный морской порт расположенный в Баллигири, в графстве Уэксфорд, на юго-восточном побережье Ирландии. Главным образом, порт специализируется на обслуживании грузовых и пассажирских паромов в Великобританию и Францию. Бывшее название порта Рослэр Харбор.

## Структура и собственники
Руководство портом осуществляет компания Iarnród Éireann, национальный оператор ирландских железных дорог. Железнодорожная станция Рослэр Европорт находится в 1 км от портовых доков и обеспечивает прямой доступ к поездам до Уотерфорда и Дублина. Основными клиентами порта являются судоходные компании Stena Line, Irish Ferries и Celtic Link.

## Детали
В настоящее время порт имеет четыре причала. Паромное сообщение связывает порт с портами: Фишгард, Пембрук Док в Уэльсе и Шербур, Роскофф во Франции. До 19 сентября 2010 г. порт обслуживал грузовые перевозки в Гавр, однако теперь данный поток был перенаправлен также в Шербур.
Рослэр Европорт также активно используется для импортирования автомобилей. Ангары основного импортёра в Ирландию новых автомашин находятся на территории порта.
Значительная часть территории порта была отвоёвана у моря. Мелиоративные работы продолжались вплоть до конца 1990-х. В то время, с использованием драглайна, была возведена вся северо-западная часть морского порта. Модернизация объектов портовой зоны всё ещё продолжается, что способствует увеличению пассажиропотока, в том числе и путешествующих со своими автомобилями.
В здании терминала можно присутствуют бар, ресторан, магазин, стойки заказа автомобиля напрокат и стойки самих паромных компаний. Благодаря автобусному сообщению, порт связан с Уэксфордом, Дублином, Корком и Лимериком.

### Автодороги
Через город проходит европейский маршрут E 30, благодаря которому (используя действующее паромное сообщение) можно проехать от Корка до Омска в России. Участок данного маршрута имеет местный автодорожный номер — N25, который ведёт от морского терминала до объездной города Корк.

### Грузовой транзит
Грузовые перевозки крайне важный фактор для Рослэр Европорт. Каждый год через него проходит огромное количество товаров ввозимых из Соединённого Королевства и материка, только для того чтобы сменить судно и отправиться в третьи страны.

### Болезненные факторы для Рослэр Европорт
После вступления Ирландии в Евросоюз, как следствие упразднения границ, последовал запрет на осуществление торговли портовых магазинов Duty free. Это очень сильно ударило по доходной части бюджета порта и популярности дешёвых однодневных туров в Уэльс, так как бо́льшая часть путешествующих покупали билеты только для возможности безналоговой скупки алкоголя и сигарет.
Порт, будучи крайне подверженным влиянию погоды в Восточной Атлантике, также страдает от штормов. Это приводит к отмене или переносу морских рейсов. Особенно это затрагивает быстроходный тип судов.